# فرانک (فیلم)
فرانک (انگلیسی: Frank) یک فیلم مستقل کمدی سیاه به کارگردانی لنی آبراهامسون است که در سال ۲۰۱۴ منتشر شد.

## بازیگران
- دامنل گلیسون
- مگی جیلنهال
- اسکوت مک‌نری
- مایکل فاسبندر
- فرانسوا سیویل

## تولید
فرانک داستانی تخیلی است که با الهام از «فرانک سایدباتوم»، پرسونای کمدی کریس سیوی (که گفته می‌شود پیش از مرگش از ساخته شدن این فیلم حمایت کرده‌بود)، و همچنین سبک زندگی موسیقی‌دان‌هایی چون دانیل جانستون و کاپیتان بیف‌هارت نوشته شده‌است. جان رانسون، یکی از نویسندگان فیلم، پیشترها عضو گروه موسیقی سایدباتوم بود. داستان فیلم در ابتدا بر اساس تجربیات حقیقی او بود ولی در نهایت تصمیم گرفته شد فیلم‌نامه بر اساس شخصیت‌ها و پی‌رنگ تخیلی و ساختگی نوشته شود.
فیلم‌برداری فرانک در سال ۲۰۱۳ در شهرستان ویکلو دوبلین در ایرلند و نیومکزیکوی آمریکا انجام گرفت.
کارگردان موسیقایی فیلم استیون رنیکس تصمیم گرفت آهنگ‌های فیلم را بر اساس تلفیقی از سبک‌های پاپ و راک تجربی بسازد. آهنگ‌های نمایش‌داده شده در فیلم را بازیگران به‌صورت زنده هنگام فیلم‌برداری اجرا کرده‌اند.

## اکران
فیلم در ۱۷ ژانویه ۲۰۱۴ در جشنواره فیلم ساندنس افتتاح شد و در ۹ مه ۲۰۱۴ در ایرلند و بریتانیا اکران شد. فروش گیشهٔ در نهایت به آن ۱٫۹ میلیون دلار (تقریبا دو برابر هزینهٔ ۱ میلیون دلاری ساخت آن) رسید. مدت زمان نمایش آن ۹۵ دقیقه بود. در وبگاه راتن تومیتوز ۹۲٪ از ۱۶۳ منتقد با امتیاز ‎۷٫۴۶ از ۱۰ دیدن فیلم را پیشنهاد کرده‌اند.